# Aleksandar Mladenow
Aleksandar Stojtschew Mladenow (bulgarisch Александър Стойчев Младенов, engl. Transkription Aleksandar Mladenov; * 25. Juni 1982 in Sofia) ist ein ehemaliger bulgarischer Fußballspieler. Sein Vater ist der ehemalige bulgarische Nationalspieler Stojtscho Mladenow.

## Vereinskarriere
Aleksandar Mladenow spielte zunächst in seiner Heimatstadt bei ZSKA Sofia, bevor er 1999 in die Nachwuchsabteilung von Hertha BSC wechselte. Dort bewohnte er zu Beginn eine betreute Apartmentwohnung. Nachdem Mladenow bei Hertha in der Jugend und in der zweiten Mannschaft einen guten Eindruck hinterließ, debütierte er am 19. Spieltag der Saison 2002/03 bei der 1:3-Niederlage beim VfB Stuttgart, als er in der Schlussphase für Bartosz Karwan eingewechselt wurde. In der folgenden Spielzeit kam er in der Hinrunde unter Huub Stevens neunmal zum Einsatz. Nach dessen Entlassung spielte Mladenow unter Hans Meyer keine Rolle mehr.
Daraufhin wechselte Aleksandar Mladenow im Sommer 2004 auf Leihbasis in die 2. Bundesliga zum Karlsruher SC. Doch auch dort kam Mladenow auch verletzungsbedingt nicht über den Status eines Ergänzungsspielers hinaus.
Auch bei Hertha sah er nach Ablauf des Leihgeschäftes keine Perspektive mehr, woraufhin er zu seinem Stammverein ZSKA Sofia zurückkehrte. Doch wie auch schon in Berlin und Karlsruhe konnte Mladenow sich dort nicht durchsetzen und wechselte nach Russland zu Tom Tomsk, wo er seinen bislang erfolgreichsten Karriereabschnitt erlebte. 2009 ging er erneut nach Bulgarien zu Slawia Sofia, kam dort nicht in die Stammelf und heuerte nach einer Spielzeit bei FK Krasnodar an. Doch bereits nach wenigen Wochen verließ er den Verein in Richtung Kaliakra Kawarna.
Seit Januar 2011 spielt Aleksandar Mladenow in der Ukraine bei PFK Sewastopol. Nach nur einem Jahr wechselte er zu Lokomotive Sofia.

## Nationalmannschaftskarriere
Obwohl Aleksandar Mladenow als sportlicher Nachfolger seines Vaters gehandelt wurde, kam er über die bulgarische U-21 nicht hinaus, für die er in 17 Partien neun Tore erzielen konnte.

## Erfolge
- DFB-Ligapokal: 2002